# Propilite
La propilite è una roccia metasomatica di temperatura medio-bassa (massimo 380-400 °C) che si rinviene in vari tipi di giacimenti minerari come sostituente di rocce vulcaniche o altre ad esse collegate. È di colore verde e molto friabile. Si usa classificarla come roccia di metasomatismo regionale, perché le propiliti formano aureole attorno ai giacimenti metalliferi e possono anche occupare l'intera estensione di una regione mineraria.
 
Le propiliti di più bassa temperatura sono formate da albite, clorite, calcite, quarzo e pirite. A più alte temperature compaiono epidoto, actinolite, biotite e magnetite al posto di pirite. Meno comune la presenza di zeoliti e montmorillonite.

## Etimologia
il nome deriva dal greco própylon, vestibolo. È stato usato per la prima volta da Becker nel 1882 per l'alterazione della diorite e dell'andesite attorno al giacimento di Comstock Lode (Nevada).

## Ambienti di formazione e facies collegate
Le propiliti si rinvengono in vari ambienti tettonici, ma sono comunemente collegate al vulcanismo felsico o intermedio di arco insulare e ad alcuni corpi granodioritici ipoabissali post-orogenici.
Nella famiglia delle propiliti si possono distinguere due facies in base alla temperatura:
- bassa temperatura: facies a calcite-clorite-albite
- alta temperatura: facies a epidoto-actinolite-biotite

Le facies sono collegate allo stadio postmagmatico con acidità crescente della soluzione idrotermale. Le soluzioni metasomatizzanti sono vicine alla neutralità. La fugacità del diossido di carbonio (CO2) è più alta di quella del campo di stabilità di pumpellyite e prehnite (la prehnite si può formare solo a livelli molto superficiali, dove la fugacità di CO2 è bassa), così, al posto di questi due minerali, si formano albite + calcite ± clorite.

## Mineralizzazioni collegate
Le mineralizzazioni metalliche, direttamente collegate ad alterazioni beresitiche post-propilitiche, possono sovrapporsi alle rocce propilitiche. Le mineralizzazioni associate alle propiliti variano ampiamente, con la possibilità di minerali di rame, piombo-zinco, oro, oro- argento, argento-piombo-zinco, mercurio e antimonio.